# 高橋正弘 (テレビプロデューサー)
高橋 正弘（たかはし まさひろ）は、日本のテレビプロデューサー。
株式会社マッドハウス取締役会長、日本テレビ放送網株式会社情報番組チーフプロデューサー、情報エンターテインメント局業務管理担当局次長、編成局次長兼アナウンスセンター長などを歴任。2015年4月1日付で事業局出向局次長（2017年6月1日付で専任局次長）兼マッドハウス代表取締役社長に就任。その後代表取締役会長に昇格。

## 過去の担当番組
- スッキリ!!
- 24時間テレビ 「愛は地球を救う」（2004年）
- ザ!情報ツウ
- ルックルックこんにちは
- カックラキン大放送!!
- あの人は今!?スペシャル
- サタデーバリューフィーバー
  - 怪答紳士（2007年2月10日放送）
- 新ニッポン探検隊
- 午後は○○おもいッきりテレビ
- ザ・ワイド
- ザ!鉄腕!DASH!!
- 週末のシンデレラ 世界!弾丸トラベラー
- はじめてのおつかい
- ぶらり途中下車の旅
- 所さんの目がテン!
- 全国高等学校クイズ選手権
- 全国警察犯罪捜査網